# Саксония-Кобург-Заалфелд
Саксония-Кобург-Заалфелд (на немски: Herzogtum Sachsen-Coburg-Saalfeld) е ернестинско херцогство в Свещената Римска империя през 1699 – 1825 г. или 1735 – 1826 г. със столица Заалфелд (до 1764) и Кобург.

## История
След смъртта на херцог Ернст I Благочестиви от Саксония-Гота на 26 март 1675 г. в Гота, княжеството е разделено през 1680 г. между неговите седем сина. Син му Йохан Ернст (1658 – 1729) получава Саксония-Заалфелд. От 1680 до 1735 г. Заалфелд е резидентски град.
Когато умира херцог Албрехт от Саксония-Кобург през 1699 г. без живи наследници, започват наследствени конфликти особено с Бернхард I от Саксония-Майнинген до 1735 г. Най-голямата част от Саксония-Кобург отива към най-младата ернестинска линия Саксония-Заалфелд и се създава княжеството Саксония-Кобург-Заалфелд.
На 15 декември 1806 г. Саксония-Кобург-Заалфелд заедно с другите ернестински княжества влиза в Рейнския съюз. От ноември 1806 г. до Мира от Тилсит през юли 1807 г. княжеството е окупирано от франзузите. На 8 август 1821 г. херцогството получава Конституция. На 12 ноември 1826 г. Саксония-Кобург-Заалфелд дава Саксония-Заалфелд на Саксония-Майнинген. Затова получава части от херцогството Саксония-Гота. Така се създава херцогството Саксония-Кобург и Гота като персоналунион на двете херцогства Саксония-Кобург и Саксония-Гота.

## Херцози
- 1680 – 1729 Йохан Ернст
- 1729 – 1745 Христиан Ернст
- 1729 – 1764 Франц Йосиас
- 1764 – 1800 Ернст Фридрих
- 1800 – 1806 Франц Фридрих
- 1806 – 1826 Ернст